# Emilio Walter Álvarez
Emilio Walter Álvarez (Montevideo, 10 febbraio 1939 – Montevideo, 22 aprile 2010) è stato un calciatore uruguaiano, di ruolo difensore.